# Andrea Christine Tribus
Andrea Christine Tribus (* 12. Mai 1990) ist eine ehemalige italienische Snowboarderin.
Tribus bestritt ihr erstes FIS-Rennen 2005 und am 2. Februar 2007 gab sie ihr Weltcupdebüt. Am 4. April 2012 wurde sie italienische Snowboard-Meisterin im Parallelslalom in Valmalenco. 2013 konnte sie diesen Erfolg wiederholen. Da Tribus nie den Sprung in eine Sportgruppe schaffte, beendete sie 2014 ihre Karriere.